# Église Alexandre de Tampere
L'église Alexandre de Tampere (en finnois : Aleksanterin kirkko) est une église située en bordure du Parc Hämeenpuisto  dans le quartier de Kaakinmaa à Tampere en Finlande.

## Description

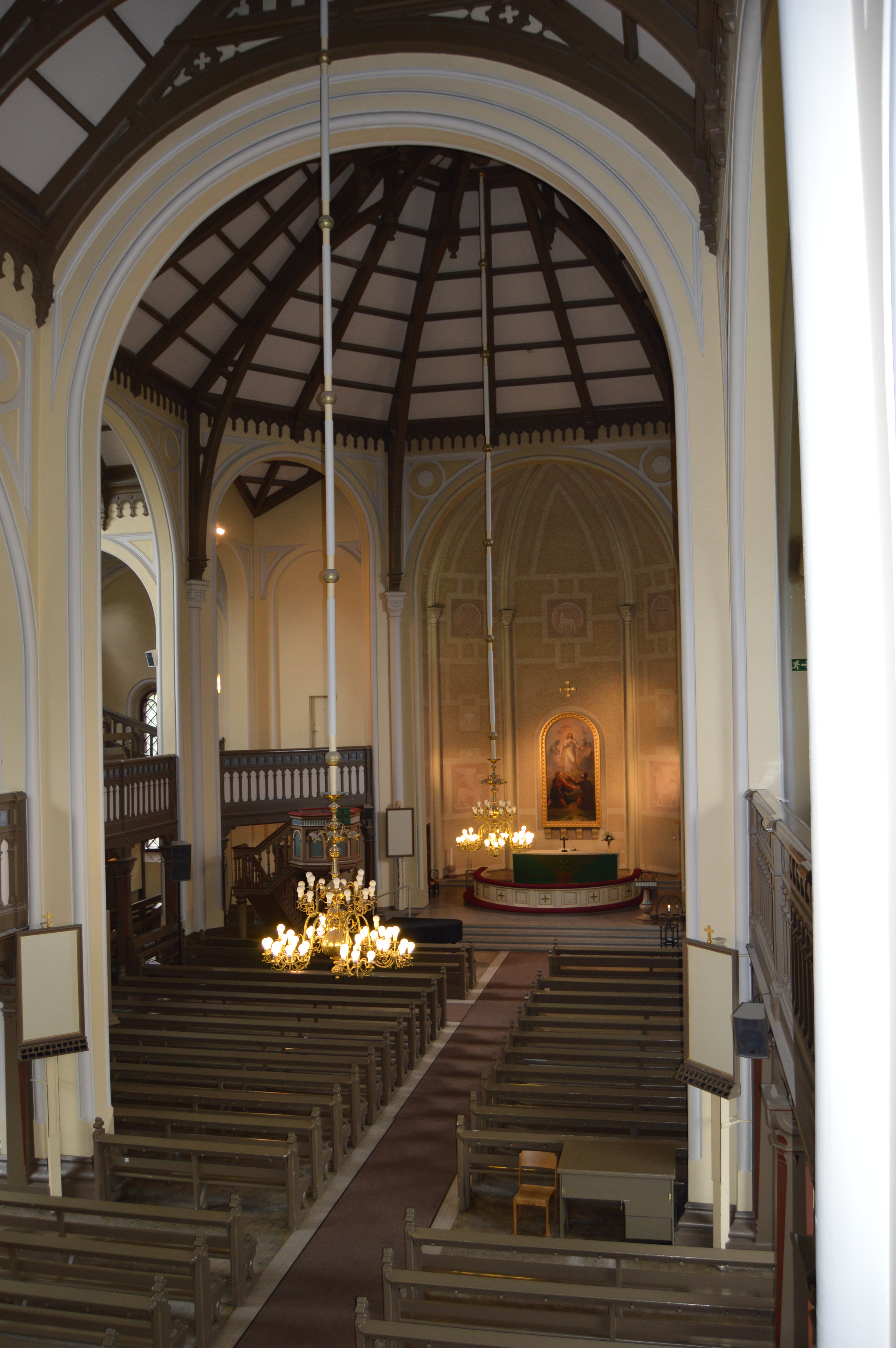
L’intérieur.

Conçue par Theodor Decker, l'église de style néogothique est construite en briques en 1880–1881. Elle est nommée en l'honneur du tsar Alexandre II de Russie. L'église est entourée du Parc de Pyynikki qui est un ancien cimetière.
Le retable, peint par Alexandra Frosterus-Såltin en 1883, s'appelle La transfiguration du Christ.